# Сон (роман)
«Сон» (англ. The Dream) — роман англійського письменника Герберта Веллса. Написаний в 1924 році.

## Сюжет
Приблизно в 4000 році нашої ери біолог Сарнак проводить відпустку серед природи зі своєю коханою Санрей. Разом з чотирма іншими мандрівниками вони відвідують місце археологічних розкопок у сусідній долині. Трохи пізніше, після короткого післяобіднього сну, Сарнак прокидається від «дуже яскравого сну», натхненного розкопками. Решту роману Сарнак розповідає, що йому наснилося, та обговорює зі своїми супутниками реальність побачених подій.
Сон Сарнака описує життя Гаррі Мортімера Сміта, жителя кінця XIX ст. Він мешкає у вигаданому містечку Черрі-Ґарденс на південному англійському узбережжі. Його батько вирощує овочі і в нього багато дітей. Гаррі відправляють працювати в маєток лорда Брамбла, з яким торгує батько. Дядько Гаррі, Джон, втрачає роботу і стає залежним від родини Смітів. Він погано впливає на слабкодухого батька Гаррі, змушуючи його випивати та грати в азартні ігри. Єдина людина в родині, яку Гаррі поважає, це його старша сестра Фанні, якій він допомагає втекти з дому. Незабаром батько гине, коли його збив автомобіль.
Гаррі та його інша сестра Прю їдуть зі своєю овдовілою матір'ю в пансіон, яким керує їхня добра знайома Матильда Гуд. Випадково в Лондоні Гаррі зустрічає Фанні, яка стала утриманкою відомого видавця. Скориставшись цим, Гаррі отримує роботу в видавництві. Потім він вирушаю воювати до Франції, де зустрічає Гетті Маркус, доньку фермера. Вони одружуються, але Гаррі розлучається з нею, коли дізнається, що Гетті йому зрадила і виношує дитину іншого чоловіка. Він згодом одружується з колегою, в них народжується дитина, його кар'єра процвітає. Але він знову вступає в стосунки з Гетті, яку все кохає, і його життя раптово обривається на початку 1920-х років, коли його вбиває Самнер, її ревнивий чоловік.
В епілозі жителі 4000-х років обговорюють можливість людського безсмертя та важливість спогадів про людей.